# 42 Водолея
42 Водолея (лат. 42 Aquarii, HD 211361) — одиночная звезда в созвездии Водолея на расстоянии приблизительно 447 световых лет (около 137 парсеков) от Солнца. Видимая звёздная величина звезды — +5,333m. Возраст звезды оценивается как около 470 млн лет.

## Характеристики
42 Водолея — оранжевый гигант спектрального класса K1III. Масса — около 3,14 солнечных, радиус — около 11,24 солнечных, светимость — около 69,95 солнечных. Эффективная температура — около 4800 К.